# Ульке
Ульке (каз. Өлке) — бывшее село в Актюбинской области Казахстана. Находилось в подчинении городской администрации Актобе. В 2018 году стало жилым массивом города Актобе в составе Алматинского административного района. Входило в состав Благодарного сельского округа. Код КАТО — 151031600.

## Население
В 1999 году население села составляло 221 человек (119 мужчин и 102 женщины). По данным переписи 2009 года, в селе проживало 195 человек (113 мужчин и 82 женщины).